# Icterus oberi
Icterus oberi là một loài chim trong họ Icteridae.